# 판매전 혼동이론
판매전 혼동이론(initial interest confusion)이란 미국 상표권법의 원칙으로 소비자의 판매적 혼동이 구매하기 전에 해소되었을 경우에도 상표권 위반을 인정하는 원칙을 말한다. 

## 참고 문헌
- 이지윤, 임건면 저, 미국판례에 나타난 사이버공간에서의 판매전 혼동이론에 관한 연구 - 도메인네임, 메타태그, 인터넷광고 등을 중심으로, pp.133~168, 성균관법학, 성균관대학교 법학연구소, 2008.
- 이대희, 판매전 혼동이론의 적용확대와 그 비판, 한국산업재산권법학회, 산업재산권 , 25 권, 2008.